# 이자헌
이자헌(李慈憲, 1935년 4월 14일~)은 대한민국의 언론인 출신 정치인이다. 제10·11·12·13·14 국회의원, 제34대 체신부 장관을 역임했다.

## 생애
1935년 4월 14일, 경기도 진위군에서 태어났다. 내기국민학교, 경기중학교, 경기고등학교를 졸업했으며 서울대학교 정치학과에 입학했다.
서울대학교를 졸업한 후에 조선일보에 입사해 정치부차장을 지냈으며, 서울신문에서는 정치부장, 편집국장을 지냈다.
제10대 국회의원 선거를 앞두고 통일주체국민회의를 통해 제10대 국회의원으로 당선되었다.
1983년 1월1일 안성의 5개 법정리를 전두환 필두로 유치송과 함께 주민동의 및 의견수렴 없이 평택으로 편입 시킨 후 10월 15일부터 1985년 2월 18일까지 체신부장관을 지냈으며, 대통령특사, 민정당 경기ㆍ인천지부위원장, 민자당원내총무, 국회 운영위원장을 역임했다.

## 역대 선거 결과
|  | 0% |

|  | 39.14% |

|  | 36.87% |

|  | 48.15% |

|  | 43.87% |

|  | 24.28% |

|  | 33.67% |